# Bang Bang (Ciad)
Bang Bang  è una città e sottoprefettura del Ciad situata nel dipartimento di Abtouyour, provincia di Guéra.